# Южно-Курильск
Ю́жно-Кури́льск (до 1946 — Фурукамаппу, яп. 古釜布, айн. Фурукамаппу) — посёлок городского типа, расположенный на острове Кунашир (на юге Курильских островов), на берегу Южно-Курильского пролива. Административный центр Южно-Курильского городского округа Сахалинской области России.
Население — 7033 чел. (2023).

## История

### Освоение Кунашира
История посёлка связана с историей Курильских островов в целом. В России Курилы впервые стали известны после походов Ивана Юрьевича Москвитина и его соратников, после которых Нехорошко Иванович Колобов в 1646 г. рассказывал об айнах — местных жителях Курил, а также похода Владимира Васильевича Атласова в 1697 г. После этого Курилы, Сахалин и Хоккайдо осваиваются совместно русскими и японцами. К концу XVIII века на Курилах появились русские поселения из ссыльных и добровольцев. Также, наряду с поселениями айнов («мохнатых»), были основаны японские фактории и укрепленные пункты с воинскими гарнизонами. В 1769 году сотник Иван Чёрный получил известие о том, что японцы живут на Кунашире, где у них на дальней (от Камчатки) лопатке (то есть заострённой оконечности острова) устроен город с крепостью и постоянным гарнизоном (ныне Головнино).
В мае 1789 года в поселении (тогда Фурукамаппу) произошло нападение айнского населения на японских торговцев, что было началом Менаси-Кунаширского восстания.

### Айнское поселение
Ослабленная Крымской войной, в 1855 г. Россия подписывает Симодский трактат и отдаёт Японии часть Южных Курил, включая остров Кунашир. Предшественник Южно-Курильска — айнское селение Фурукамаппу, что в переводе с айнского обозначает «место торговли, обмена» — располагался в северо-восточном углу бухты того же названия. С 1855 года селение относилось к японскому княжеству Мацумаэ, переименованному в 1869 году в губернаторство Хоккайдо. Во времена владения островом Японией (1855—1945 гг.) здесь были основаны и другие поселения. В селении вместе с примыкающими к нему поселениями Окинокотан и Исоянбецу было 50 домов. Имелась почта с телеграфом и магазины.

### Основание посёлка
Кунашир был занят советскими войсками 1 сентября 1945 года в результате Курильской десантной операции. Рота автоматного батальона 113-й стрелковой бригады 87-го стрелкового корпуса 2-го Дальневосточного фронта высадилась возле Фурукамаппу, на берегу их ждал с белым флагом командир японского батальона: располагавшийся там гарнизон капитулировал без боя. 2 февраля 1946 г. остров был включён в состав Южно-Сахалинской области (позднее объединена с Сахалинской областью) Российской СФСР Союза ССР, был основан русский посёлок, название которому — Южно-Курильск — было дано Указом Президиума Верховного Совета РСФСР от 5 июня 1946 года. Из состава 113-й стрелковой бригады на острове комплектовался первый аппарат Южно-Курильского горисполкома и всех служб гражданской власти. Первым председателем райисполкома был командир батареи артдивизиона капитан Бабухадия. После освобождения развернулось активное строительство силами советских военных и японских военнопленных, которые содержались на Кунашире в отдельном лагере. Японцев кормили тем же пайком, что и советских солдат. Пленные носили свою форму со знаками различия, были разбиты на взводы и роты со своими командирами во главе, ходили строем, строго соблюдали дисциплину и порядок согласно уставам японской армии (если это не причиняло вреда советской стороне).
По решению советского правительства все японское население летом 1947 года было переселено с Курильских островов в Японию, на Хоккайдо. К тому времени на Курилы прибыли многие переселенцы и сезонные рабочие из разных регионов Советского Союза. Рыбное хозяйство Кунашира и Шикотана стало наращивать своё производство и повышать отдачу.
После цунами 1952 года Южно-Курильск и многие коммунальные объекты были выстроены заново на уровне примерно на 30 м выше прежнего и получили название «нового района».

### Современность
С 1991 года посёлок в составе России, как страны-правопреемницы СССР.
В 1990-е основным работодателем посёлка и всего острова оставался рыбокомбинат «Южно-Курильский», который продолжал при этом выполнять социальные функции — коммунальные, дорожные, транспортные, энергоснабжения и т. п. Ввиду сложного экономического положения страны в это десятилетие, сокращались рабочие места, подолгу не выплачивалась зарплата — несмотря на близость к самым продуктивным районам Тихого океана.
В 1994 году Шикотанское землетрясение сильно повредило хозяйство поселка и объекты его основного предприятия, рыбокомбината «Южно-Курильский». После того как землетрясение принесло огромный ущерб уже однажды переносившемуся на новое место посёлку, жилые и другие дома опять были выстроены на новом месте.
В 1997 году Южно-Курильский рыбокомбинат был объявлен банкротом, но в 1999 году реорганизовался в ООО ПКФ «Южно-Курильский рыбокомбинат». Обновлённое предприятие оказалось жизнеспособным, продолжило работать и развиваться в XXI веке.
После периода неуверенности и упадка 1990-х годов, во многом вызванного разговорами о передаче южных Курильских островов Японии, Южно-Курильск постепенно начинает оживать. Федеральная программа развития Курильских островов предполагает значительные инвестиции в аэропорт, дороги и прочие объекты на острове.
1 ноября 2010 года в Южно-Курильск впервые прибыл Президент РФ Дмитрий Медведев. Визит был посвящён социально-экономическому развитию островов. Глава государства посетил южнокурильский рыбокомбинат, строящиеся причальный комплекс в акватории бухты Южнокурильская и детсад на 110 детей для нужд Южно-Курильска, а также работающую геотермальную станцию на окраине посёлка и ряд других объектов Кунашира, и пообещал вкладывать деньги в этот регион страны и улучшить условия жизни и демографическую ситуацию на островах.
11 сентября 2011 года секретарь совета безопасности РФ Николай Патрушев провёл в Южно-Курильске совещание с руководством Сахалинской области, где обсуждались вопросы обеспечения безопасности региона, ход строительства объектов гражданской и пограничной инфраструктуры, рассматривались вопросы безопасности при возведении и эксплуатации портового причального комплекса в Южно-Курильске и реконструкции аэропорта Менделеево.

## Физико-географическая характеристика
Южно-Курильский городской округ относится к районам Крайнего Севера. Муниципальное образование расположено на острове Кунашир Большой Курильской гряды и островах Малой Курильской гряды. В районе сохранилась нетронутая природа с уникальными представителями флоры и фауны, однако развитию туризма мешают плохая инфраструктура и отдалённость района от цивилизации. Существуют планы по привлечению туристов.
Южно-Курильский городской округ имеет, на севере, морские границы с Курильским городским округом, а на юге по морю граничит с Японией. В границах поселка Южно-Курильск, на его южных окраинах, течет река Серебрянка. Посёлок расположен в сейсмоопасном районе. Достаточно высока вероятность сильных землетрясений. В настоящее время строительство осуществляется с применением специальных технологий, позволяющим зданиям выдерживать землетрясения до 8 баллов по шкале MSK-64.

## Административное устройство
Южно-Курильск образует Южно-Курильский городской округ, в который входят посёлок Южно-Курильск и сёла Отрада, Дубовое, Головнино, Менделеево, Лагунное, Крабозаводское, Малокурильское. Площадь городского округа — 1856,09 км².

### Часовой пояс
Южно-Курильск, как и вся Сахалинская область, находится в часовом поясе, обозначаемом по международному стандарту как Среднеколымское время. Смещение относительно UTC составляет +11:00 (с 26 октября 2014 года по 27 марта 2016 года оно составляло +10:00). Относительно Московского времени часовой пояс имеет постоянное смещение +8 часов и обозначается в России соответственно как MSK+8.

## Население
| 1959  | 1970  | 1979  | 1989  | 2002  | 2009  | 2010  |
| ----- | ----- | ----- | ----- | ----- | ----- | ----- |
| 3478  | ↘3214 | ↗4633 | ↗6344 | ↘5751 | ↗6465 | ↘5832 |
| 2011  | 2012  | 2013  | 2014  | 2015  | 2016  | 2017  |
| ↗5869 | ↗6249 | ↗6579 | ↗7048 | ↗7196 | ↘7105 | ↗7518 |
| 2018  | 2019  | 2020  | 2021  | 2023  |       |       |
| ↗7777 | ↗7863 | ↘7825 | ↘6991 | ↗7033 |       |       |

Посёлок городского типа Южно-Курильск является самым большим населённым пунктом на Курильских островах.
Национальный состав
По данным переписи 2002 года постоянное население посёлка составляло 5751 человек, 80,3 % из которых — русские, 8,2 % — украинцы, 1,2 % — татары, 1,1 % — белорусы, 1,0 % — казахи, 8,2 % — другие. Имеются также и небольшие диаспоры народов Кавказа.

## Достопримечательности
- Дом дружбы между российским и японским народами
- Православный Храм Живоначальной Троицы, построен в 1999 году. Разобран в 2011 году, на его месте построен новый храм.
- Православный Храм во имя Всех святых, в земле Российской просиявших, располагается в здании бывшего кинотеатра.
- Южно-Курильский районный Дом культуры
- Южно-Курильская центральная районная библиотека имени А. К. Мандрика
- Южно-Курильский краеведческий музей.
- Неолитическая стоянка древнего человека на левом берегу реки Алехина (2000 лет до н. э.).
- Памятник-обелиск в честь освобождения острова, на котором написано: «В этом районе в сентябре 1945 года высадился десант советских войск. Была восстановлена историческая справедливость: исконно русские земли — Курильские острова освобождены от японских милитаристов и навечно воссоединены с матерью-Родиной — Россией».
- Окрестности посёлка и весь район в целом известны богатой природой, вулканами, озёрами, термальными горячими источниками (Горячий Пляж и др.) и прочими естественными достопримечательностями.
- «Чёртов палец», кекур, расположенный в селе Отрада, в 4 км к северу от Южно-Курильска.
- Мыс Столбчатый, входящий в список объектов культурного наследия ЮНЕСКО

## Промышленность
В Южно-Курильске в основном занимаются добычей и переработкой рыбы.
Рыбокомбинат, оставшийся после японского правления на острове Кунашир («Южно-Курильский рыбокомбинат»), и в XXI веке основной работодатель и посёлкообразующее предприятие Южно-Курильска.
Работают средние рыбоперерабатывающие и рыбодобывающие предприятия ООО «ПКФ Южно-Курильский рыбокомбинат» и ООО «Дельта», также несколько более мелких предприятий: ООО «Прилив», ООО «Санди», и т. п.
ЗАО «Энергия Южно-Курильская» и МУП «Южно-Курильские электрические сети» осуществляют строительство и эксплуатацию Менделеевской ГеоТЭС мощностью 1,8 МВт (в будущем до 3,4 МВт), и теплоснабжающей станции ГТС-700 (тепловой мощностью 17 ГКал/ч или 20 МВт). В перспективе планируется полностью перевести Южно-Курильск на геотермальное теплоснабжение и отказаться от дорогостоящих завозов угля и дизельного топлива.
ОАО «Курильская горно-геологическая компания», расположенное в Южно-Курильске, занимается геологическим изучением и добычей драгоценных металлов на золоторудных объектах Сахалинской области.

## Предупреждение цунами
В результате выполнения в 2006—2010 гг мероприятий федеральной программы организована опорная широкополосная цифровая сейсмическая станция службы предупреждения о цунами «Южно-Сахалинск», которая состоит из центральной станции и четырёх выносных пунктов на удалении от 30 до 70 км от ЦС (в Северо-Курильске, Курильске, Южно-Курильске и Малокурильском).

## Транспорт
Регулярные авиаперевозки по рейсу Южно-Сахалинск — Южно-Курильск осуществляются авиакомпанией «Аврора» в аэропорт Менделеево, расположенный в 15,5 км к юго-западу от Южно-Курильска. Рейсы производятся по расписанию четыре раза в неделю зимой и пять раз в неделю летом самолётами Bombardier Dash-8. Продолжительность перелёта — 1 ч 20 мин. Часто из-за погодных и технических условий происходит задержка или отмена авиарейсов.
Морские пассажирские и грузовые рейсы между Сахалином и Южно-Курильском осуществляются компанией «Сахалин-Курилы» на теплоходах «Игорь Фархутдинов» и «Поларис». Обработка пассажиров и грузов осуществляется на пирсе, построенном в 2011 году в рамках федеральной целевой программы «Социально-экономическое развитие Курильских островов (Сахалинская область) на 2007—2015 годы». Ввод в эксплуатацию нового здания морского вокзала планируется в 2013 году. Муниципальное унитарное предприятие «Южно-Курильский докер» осуществляет морские транспортные перевозки пассажиров и грузов между островами Кунашир и Шикотан на судах «Надежда» и «Дружба». С Владивостоком грузовое сообщение поддерживается компанией «Квинта» судами «Бурлак» и «Райс», периодичностью один раз в десять дней. Так же доставка грузов осуществляется судами линии Мультифрахт: Владивосток-Сахалин-Курилы.
Двенадцатого января 2016 года впервые в истории посёлка и острова начал свою работу общественный транспорт: семь маршрутов автобуса. Все они являются пригородными и обслуживаются автобусами ПАЗ, принадлежащими ООО «Гарантия».

### Связь
Городские телефонные номера пятизначные. Основным оператором стационарной телефонии является сахалинский филиал ОАО «Ростелеком». В городе работают три оператора сотовой связи: МегаФон, МТС и Теле2.

## Климат
Климат Южно-Курильска является муссонным. Это — одно из наименее контрастных по годовому колебанию температур поселение России. Из-за влияния Тихого океана самыми тёплыми месяцами являются август и сентябрь, а июль является только третьим, при этом октябрь теплее июня. В то же время тёплый период характеризуется повышенными дождевыми осадками. Зима намного мягче, чем на тех же широтах на материке (но лето заметно прохладнее), самым холодным месяцем является февраль. С мая наступает муссон, который длится до декабря с пиком в сентябре.
Южно-Курильск приравнивается к районам Крайнего Севера, хотя среднегодовая температура выше некоторых районов Средней полосы России.
- Среднегодовая температура — +5,1 °C.
- Среднегодовая скорость ветра — 4,9 м/с.
- Среднегодовая влажность воздуха — 82 %.

| Показатель                                                            | Янв.  | Фев.  | Март | Апр. | Май  | Июнь | Июль | Авг. | Сен. | Окт. | Нояб. | Дек.  | Год   |
| --------------------------------------------------------------------- | ----- | ----- | ---- | ---- | ---- | ---- | ---- | ---- | ---- | ---- | ----- | ----- | ----- |
| Абсолютный максимум, °C                                               | 8,5   | 9,3   | 12,7 | 19,9 | 26,1 | 29,0 | 30,4 | 30,5 | 27,3 | 22,4 | 18,2  | 13,3  | 30,5  |
| Средний суточный максимум, °C                                         | −1,5  | −2,2  | 0,7  | 5,1  | 9,0  | 11,6 | 15,5 | 18,3 | 18,0 | 13,6 | 7,6   | 1,5   | 8,2   |
| Средняя температура, °C                                               | −3,9  | −4,9  | −2   | 1,9  | 5,5  | 9,0  | 13,0 | 16,3 | 15,8 | 11,1 | 4,9   | −1    | 5,5   |
| Средний суточный минимум, °C                                          | −6    | −7,3  | −4,3 | −0,3 | 3,2  | 7,1  | 11,2 | 14,3 | 13,5 | 8,5  | 2,2   | −3,2  | 2,9   |
| Абсолютный минимум, °C                                                | −16,5 | −20,3 | −18  | −9,4 | −3,1 | 0,3  | 2,8  | 7,0  | 4,3  | −3,5 | −7,6  | −13,6 | −20,3 |
| Норма осадков, мм                                                     | 61    | 38    | 74   | 85   | 128  | 104  | 145  | 146  | 179  | 121  | 107   | 72    | 1260  |
| Температура воды, °C                                                  | 0,1   | −1    | −0,4 | 1,7  | 4,3  | 7,8  | 11,7 | 15,5 | 16,1 | 13,0 | 8,3   | 3,4   | 6,7   |
| Источник: Погода и климат: Климат Южно-Курильска Climatebase.ru ЕСИМО |       |       |      |      |      |      |      |      |      |      |       |       |       |

## Известные уроженцы и жители
- Орлов Степан Максимович (1919 г.р., г. Южно-Курильск) — кавалер Ордена Отечественной войны II степени.[40]